# Verbandsgemeinde Hachenburg
Die Verbandsgemeinde Hachenburg ist eine Gebietskörperschaft im Westerwaldkreis in Rheinland-Pfalz. Der Verbandsgemeinde gehören die Stadt Hachenburg sowie 32 weitere Ortsgemeinden an. Der Verwaltungssitz ist in der namensgebenden Stadt Hachenburg.

## Verbandsangehörige Gemeinden
| Ortsgemeinde, Stadt         | Fläche (km²) | Einwohner |
| --------------------------- | ------------ | --------- |
| Alpenrod                    | 12,15        | 1.597     |
| Astert                      | 2,39         | 253       |
| Atzelgift                   | 2,74         | 630       |
| Borod                       | 3,16         | 526       |
| Dreifelden                  | 5,10         | 256       |
| Gehlert                     | 5,20         | 616       |
| Giesenhausen                | 4,88         | 317       |
| Hachenburg, Stadt           | 21,42        | 6.236     |
| Hattert                     | 11,53        | 1.754     |
| Heimborn                    | 3,74         | 266       |
| Heuzert                     | 2,15         | 120       |
| Höchstenbach                | 5,67         | 718       |
| Kroppach                    | 4,01         | 725       |
| Kundert                     | 3,14         | 277       |
| Limbach                     | 3,69         | 419       |
| Linden                      | 2,51         | 145       |
| Lochum                      | 4,65         | 312       |
| Luckenbach                  | 3,61         | 672       |
| Marzhausen                  | 3,03         | 259       |
| Merkelbach                  | 2,56         | 438       |
| Mörsbach                    | 5,92         | 401       |
| Mudenbach                   | 4,78         | 766       |
| Mündersbach                 | 9,26         | 774       |
| Müschenbach                 | 3,50         | 964       |
| Nister                      | 5,42         | 1.085     |
| Roßbach                     | 7,47         | 870       |
| Steinebach an der Wied      | 8,30         | 803       |
| Stein-Wingert               | 3,50         | 228       |
| Streithausen                | 3,93         | 497       |
| Wahlrod                     | 6,00         | 883       |
| Welkenbach                  | 2,30         | 156       |
| Wied                        | 4,68         | 513       |
| Winkelbach                  | 1,34         | 231       |
| Verbandsgemeinde Hachenburg | 173,74       | 24.707    |

(Einwohner am 31. Dezember 2023)

## Bevölkerungsentwicklung
Die Entwicklung der Einwohnerzahl bezogen auf das heutige Gebiet der Verbandsgemeinde Hachenburg; die Werte von 1871 bis 1987 beruhen auf Volkszählungen:
| Jahr | Einwohner |
| 1815 | 9.023     |
| 1835 | 10.628    |
| 1871 | 10.843    |
| 1905 | 12.983    |
| 1939 | 15.419    |
| 1950 | 17.241    |

| Jahr | Einwohner |
| 1961 | 17.846    |
| 1970 | 19.892    |
| 1987 | 20.674    |
| 1997 | 24.025    |
| 2005 | 24.410    |
| 2023 | 24.707    |

## Konfessionsstatistik
8.819 Bürger gehören (Stand 30. Juni 2025) der evangelischen Religion an. 6.741 sind römisch-katholisch. 9.267 Mitbürger gehören anderen Religionsgruppen an oder sind gar keiner Kirche zugehörig.
Im Vergleich zum letzten Halbjahr ist die Zahl der Kirchenaustritte in unserer Verbandsgemeinde angestiegen. Zum 31. Dezember 2024 waren noch 8.970 Personen evangelisch und 6.814 Personen katholisch.

## Politik

### Verbandsgemeinderat
Der Verbandsgemeinderat Hachenburg besteht aus 36 ehrenamtlichen Ratsmitgliedern, die bei der Kommunalwahl am 9. Juni 2024 in einer personalisierten Verhältniswahl gewählt wurden, und der hauptamtlichen Bürgermeisterin als Vorsitzender.
Die Sitzverteilung im Verbandsgemeinderat:
| Wahl | SPD | CDU | Grüne | AfD | FDP | WGH | FWG | Gesamt   |
| ---- | --- | --- | ----- | --- | --- | --- | --- | -------- |
| 2024 | 9   | 10  | 3     | 4   | 1   | 9   | –   | 36 Sitze |
| 2019 | 12  | 11  | 5     | 3   | 2   | –   | 3   | 36 Sitze |
| 2014 | 17  | 12  | 3     | –   | 1   | –   | 3   | 36 Sitze |
| 2009 | 16  | 10  | 3     | –   | 3   | –   | 4   | 36 Sitze |
| 2004 | 15  | 13  | 2     | –   | 2   | –   | 4   | 36 Sitze |

- WGH = Wäller Gemeinschaft Hachenburg VG e. V.
- FWG = Freie Wählergruppe der Verbandsgemeinde Hachenburg e. V.

### Bürgermeister
Gabriele Greis (SPD) wurde am 1. Oktober 2021 Bürgermeisterin der Verbandsgemeinde Hachenburg. Bei der Direktwahl am 14. März 2021 hatte sie sich mit einem Stimmenanteil von 50,7 % knapp gegen Stefan Leukel (CDU) durchgesetzt.
Der Vorgänger von Gabriele Greis, Peter Klöckner (SPD), hatte das Amt seit 1990 ausgeübt. Zuletzt bei der Direktwahl am 13. März 2016 wurde er mit einem Stimmenanteil von 79,65 % für weitere acht Jahre in seinem Amt bestätigt. Im Oktober 2020 erklärte er jedoch, sein Amt mit Wirkung zum 30. September 2021 niederzulegen.

### Wappen
Blasonierung: „Innerhalb eines schwarzen Bordes mit 33 silbernenen Rauten und einer Kugel in der Schildspitze in Rot ein wachsendes, dreifach gezinntes, spitzbogiges, goldenes Stadttor mit geöffnetem, dreizackigen, goldenen Fallgatter, flankiert von zwei, im Obergeschoss mit zwei schwarzen Fenstern bestückten goldenen Rundtürmen, alles aus schwarzgefugten Quadern, bedacht mit grüngeschieferten, von goldenen Kreuzblumen (Lilien) bekrönten Hauben, mittig überhöht von einem Schildchen, darin innerhalb eines goldenen Bordes in Rot ein doppeltgeschweifter, hersehender, steigender goldener Löwe.“